# 김동욱 (1918년)
김동욱(1918년 4월 16일~1973년 4월 23일)은 대한민국의 정치인이다. 제3·4·5대 국회의원을 지냈다.

## 역대 선거 결과
|  | 26.04% |

|  | 64.16% |

|  | 56.93% |

|  | 12.40% |